# مقاطعة بيتيسيلفانيا (فيرجينيا)
 مقاطعة بيتيسيلفانيا  (بالإنجليزية:  Pittsylvania County)‏ هي إحدى المقاطعات في ولاية فيرجينيا في الولايات المتحدة الأمريكية.

## أعلام
- مارتن أ. مارتن
- تشارلز لونش
- كريستوفر توماس
- جوزيف وايتهيد